# Knut Pehrson
Knut Rudolf Pehrson, född 28 augusti 1890 i Katarina församling, Stockholm, död 1 november 1944 i Oscars församling, Stockholm, var en svensk skådespelare.
Knut Pehrson är gravsatt i Gustaf Vasa kyrkas kolumbarium i Stockholm.

## Filmografi i urval
- 1923 – Andersson, Pettersson och Lundström
- 1924 – Unge greven ta'r flickan och priset
- 1925 – Ett köpmanshus i skärgården
- 1934 – Uppsagd
- 1934 – Atlantäventyret
- 1935 – Äktenskapsleken
- 1937 – Skicka hem nr. 7
- 1939 – Då länkarna smiddes
- 1939 – Filmen om Emelie Högqvist
- 1939 – Valfångare
- 1940 – Stål
- 1940 – Hans Nåds testamente
- 1944 – Sabotage

## Teater

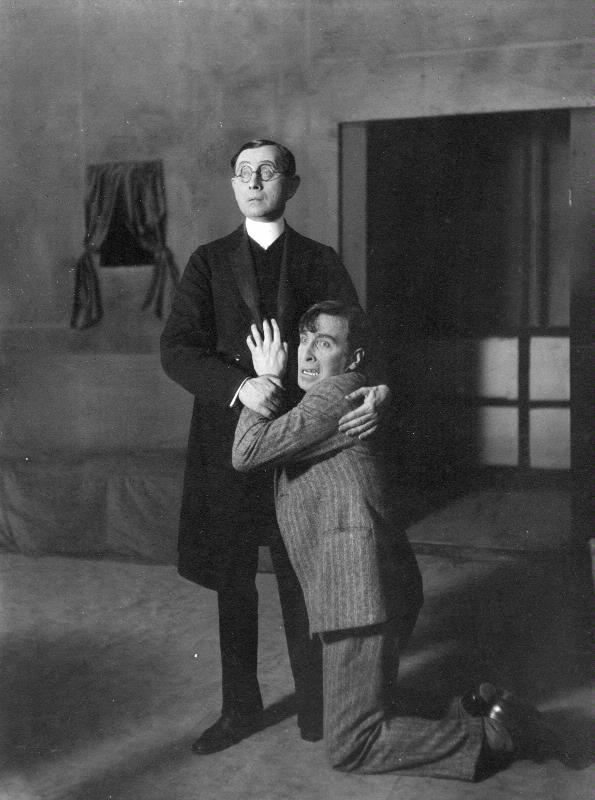
August Lundmark (stående) och Knut Pehrson i Sutton Vanes Till främmande hamn på Helsingborgs stadsteater 1924

### Roller (ej komplett)
| År   | Roll                               | Produktion                                                      | Regi                      | Teater                   |
| ---- | ---------------------------------- | --------------------------------------------------------------- | ------------------------- | ------------------------ |
| 1915 | Fattigvårdsföreståndaren           | Silverasken John Galsworthy                                     |                           | Folkteatern              |
| 1921 | Andreas Blek af Nosen              | Trettondagsafton eller Vad ni vill William Shakespeare          | Gustaf Linden             | Helsingborgs stadsteater |
| 1921 | Champeaux                          | Duvals skilsmässa Alexandre Bisson och Antony Mars              | Olof Sandborg             | Helsingborgs stadsteater |
| 1921 | Dick Donnelly                      | Rena rama sanningen James H. Montgomery                         | Rudolf Wendbladh          | Helsingborgs stadsteater |
| 1921 | Balthazar                          | Hemkomsten Robert de Flers och Francis de Croisset              | Rudolf Wendbladh          | Helsingborgs stadsteater |
| 1921 | Johannes Bengtsson                 | Spanska flugan Franz Arnold och Ernst Bach                      | Rudolf Wendbladh          | Helsingborgs stadsteater |
| 1922 | Nicola                             | Hjältar George Bernard Shaw                                     | Rudolf Wendbladh          | Helsingborgs stadsteater |
| 1922 | Herbert                            | Flamman Hans Müller-Einigen                                     | Rudolf Wendbladh          | Helsingborgs stadsteater |
| 1922 | Prosten Hall                       | När det unga vinet blommar Bjørnstjerne Bjørnson                | Ragnar Hyltén-Cavallius   | Helsingborgs stadsteater |
| 1922 | MacFarlane                         | Mrs Taradines inkvartering F. Tennyson Jesse och H. M. Harwood  | Ragnar Hyltén-Cavallius   | Helsingborgs stadsteater |
| 1922 | Överste Pickering                  | Pygmalion George Bernard Shaw                                   | Ragnar Hyltén-Cavallius   | Helsingborgs stadsteater |
| 1922 | Don Esteban Madonado               | Hotellråttan Paul Armont och Marcel Gerbidon                    | Rudolf Wendbladh          | Helsingborgs stadsteater |
| 1922 | Theodor Kaiser                     | Älskog Arthur Schnitzler                                        | Ragnar Hyltén-Cavallius   | Helsingborgs stadsteater |
| 1922 | von Ramm                           | Gurli Henrik Christiernsson                                     | Ragnar Hyltén-Cavallius   | Helsingborgs stadsteater |
| 1922 | Nigel Bellamy                      | Jokern H. M. Harwood                                            | Rudolf Wendbladh          | Helsingborgs stadsteater |
| 1923 | Eilertsen                          | Äkta makar Peter Egge                                           | Torsten Hammarén          | Helsingborgs stadsteater |
| 1923 | Dr Traugott Appel                  | Zoologi Ludwig Thoma                                            | Torsten Hammarén          | Helsingborgs stadsteater |
| 1923 | Friherre von Passarge              | Gamla Heidelberg Wilhelm Meyer-Förster                          | Ragnar Hyltén-Cavallius   | Helsingborgs stadsteater |
| 1923 | Johannes Bengtsson                 | Spanska flugan Franz Arnold och Ernst Bach                      | Rudolf Wendbladh          | Helsingborgs stadsteater |
| 1923 | Jimmy Scott                        | Storkens vikarie Margaret Mayo                                  |                           | Helsingborgs stadsteater |
| 1923 | Friherre von Alten                 | Moral Ludwig Thoma                                              | Torsten Hammarén          | Helsingborgs stadsteater |
| 1923 | Ernst                              | Fjärde budet Sigurd Wallén                                      | Albin Lindahl             | Helsingborgs stadsteater |
| 1923 | Teaterchefen                       | Komedien Nini Roll Anker                                        | Gerda Lundequist-Dalström | Helsingborgs stadsteater |
| 1923 | Olof Grund                         | Signade tider Algot Sandberg                                    | Albin Lindahl             | Helsingborgs stadsteater |
| 1923 | Präst-Johnny                       | Anna Christie Eugene O'Neill                                    | Gerda Lundequist-Dalström | Helsingborgs stadsteater |
| 1923 | Adjunkt Paalsbo                    | Det lyckliga valet Nils Kjær                                    | Torsten Hammarén          | Helsingborgs stadsteater |
| 1924 | Jack Stanley                       | Din nästas fästmö Adelaide Matthews och Anne Nichols            | Torsten Hammarén          | Helsingborgs stadsteater |
| 1924 | Herr Palette Tapetseraren          | Hjärter är trumf Felix Gandera                                  | Torsten Hammarén          | Helsingborgs stadsteater |
| 1924 | Bergkvist                          | Disciplin Einar Fröberg                                         | Torsten Hammarén          | Helsingborgs stadsteater |
| 1924 | Bernabé                            | Åtrå Jacinto Benavente                                          | Gerda Lundequist-Dalström | Helsingborgs stadsteater |
| 1924 | Puzser                             | Försvarsadvokaten Ferenc Molnár                                 | Torsten Hammarén          | Helsingborgs stadsteater |
| 1924 | Claude Ternay                      | Hans rätta hustru Jacques Bousquet och Henri Falk               | Hjalmar Peters            | Helsingborgs stadsteater |
| 1924 | Justin                             | Främlingen Paul Armont och Louis Verneuil                       | Hjalmar Peters            | Helsingborgs stadsteater |
| 1924 | Krigsknekt 1                       | Salome Oscar Wilde                                              | Torsten Hammarén          | Helsingborgs stadsteater |
| 1924 | Mr Prior                           | Till främmande hamn Sutton Vane                                 | Torsten Hammarén          | Helsingborgs stadsteater |
| 1924 | Per                                | Värmlänningarna Fredrik August Dahlgren och Andreas Randel      | Hjalmar Peters            | Helsingborgs stadsteater |
| 1925 | Harry                              | Dagens hjälte Carlo Keil-Möller                                 | Torsten Hammarén          | Helsingborgs stadsteater |
| 1925 | En budbärare                       | Antigone Sofokles                                               | Gerda Lundequist-Dalström | Helsingborgs stadsteater |
| 1925 | Hoog                               | Vår lilla fru Avery Hopwood                                     | Torsten Hammarén          | Helsingborgs stadsteater |
| 1925 | Häradshövding Sandberg Bokhållaren | Thora van Deken Henrik Pontoppidan och Hjalmar Bergstrøm        | Gerda Lundequist-Dalström | Helsingborgs stadsteater |
| 1925 | von Schöldpadda                    | Kära släkten Gustav Esmann                                      | Gerda Lundequist-Dalström | Helsingborgs stadsteater |
| 1925 | Baron de Varville                  | Kameliadamen Alexandre Dumas den yngre                          | Helge Wahlgren            | Helsingborgs stadsteater |
| 1925 | Henning                            | Geografi och kärlek Bjørnstjerne Bjørnson                       | Helge Wahlgren            | Helsingborgs stadsteater |
| 1925 | Veterinären                        | Löftet Tomasino Scotti                                          | Gerda Lundequist-Dalström | Helsingborgs stadsteater |
| 1925 | Skomakaren                         | Den sköna Melusina Oscar Rydqvist                               |                           | Helsingborgs stadsteater |
| 1925 | Måns Kruse                         | Ljungby horn Edgar Collin, Vilhelm Østergaard, och Alfred Ipsen | Helge Wahlgren            | Helsingborgs stadsteater |
| 1926 | Hans                               | Stora barndopet Oskar Braaten                                   | Helge Wahlgren            | Helsingborgs stadsteater |
| 1926 | Ficsur                             | Liliom Ferenc Molnár                                            | Torsten Hammarén          | Helsingborgs stadsteater |
| 1926 | Presidenten                        | Nationalmonumentet Tor Hedberg                                  | Helge Wahlgren            | Helsingborgs stadsteater |
| 1926 | Archie Wells                       | Storstädning Frederick Lonsdale                                 | Gösta Cederlund           | Helsingborgs stadsteater |
| 1926 | Jim                                | Sam Jackson i Paris Maurice Hennequin och Henry de Gorsse       | Albert Nycop              | Helsingborgs stadsteater |
| 1926 | Ärkebiskopen av Reims              | Sankta Johanna George Bernard Shaw                              | Gösta Cederlund           | Helsingborgs stadsteater |
| 1926 | Gregory Verall                     | Eliza stannar Henry V. Esmond                                   | Gösta Cederlund           | Helsingborgs stadsteater |
| 1926 | Gubben Noak                        | Julnatten i barnkammaren Carlo Keil-Möller                      | Carlo Keil-Möller         | Helsingborgs stadsteater |
| 1926 | Frans                              | Hans Majestät får vänta Oscar Rydqvist                          | Gösta Cederlund           | Helsingborgs stadsteater |
| 1927 | John Shand                         | Vad varje kvinna vet J.M. Barrie                                | Elsa Carlsson             | Helsingborgs stadsteater |
| 1927 | En klubbvaktmästare                | Vi och de våra John Galsworthy                                  | Gösta Cederlund           | Helsingborgs stadsteater |
| 1927 | Engelbrekt                         | Gustav Vasa August Strindberg                                   | Gösta Cederlund           | Helsingborgs stadsteater |
| 1927 | Julien de Moreuil                  | Min fröken mor Louis Verneuil                                   | Albert Nycop              | Helsingborgs stadsteater |
| 1927 | Antonius von Steinberg             | Kristina August Strindberg                                      | Gösta Cederlund           | Helsingborgs stadsteater |
| 1927 | Herr Compass                       | En bättre herre Walter Hasenclever                              | Gösta Cederlund           | Helsingborgs stadsteater |
| 1927 | Lundberg                           | Simson och Delila Sven Lange                                    | John Westin               | Helsingborgs stadsteater |
| 1927 | Wembury                            | Mysteriet Milton Edgar Wallace                                  | Gösta Cederlund           | Helsingborgs stadsteater |
| 1927 | Österberg                          | Halta Lena och vindögda Per Ernst Fastbom                       | Albert Nycop              | Helsingborgs stadsteater |
| 1927 | Henry Mastets                      | Bättre folk Avery Hopwood och David Gray                        | Gösta Cederlund           | Helsingborgs stadsteater |
| 1928 |                                    | Den första av herrarna Yves Mirande och André Mouézy-Éon        | Albert Nycop              | Helsingborgs stadsteater |
| 1928 |                                    | Diktatorn Jules Romains                                         | Albert Nycop              | Helsingborgs stadsteater |
| 1929 |                                    | Dubbelexponering Avery Hopwood                                  | Albert Nycop              | Helsingborgs stadsteater |
| 1933 |                                    | En kvinna med flax Brita von Horn                               | Per-Axel Branner          | Folkteatern              |
| 1934 |                                    | Trions bröllop Sigfrid Siwertz                                  |                           | Turné                    |
| 1936 | Axel Lilje                         | Regina von Emmeritz Zacharias Topelius                          | Ernst Eklund              | Skansens friluftsteater  |
| 1937 | Albert                             | Vår egen tid Leck Fischer                                       | Martha Lundholm           | Vasateatern              |
| 1940 | Vincentio                          | Så tuktas en argbigga William Shakespeare                       | Sandro Malmquist          | Oscarsteatern/ Turné     |